# Kanton Le Mans-Nord-Ouest
Kanton Mans-Nord-Ouest is een voormalig kanton van het Franse departement Sarthe. Kanton Mans-Nord-Ouest maakte deel uit van het arrondissement Le Mans en telde 32.779 inwoners (1999). Het werd opgeheven bij decreet van 24 februari 2014 met uitwerking op 22 maart 2015.

## Gemeenten
Het kanton Le Mans-Nord-Ouest omvatte de volgende gemeenten:
- Aigné
- La Bazoge
- La Chapelle-Saint-Aubin
- La Milesse
- Le Mans (deels, hoofdplaats)
- Saint-Saturnin
- Trangé